# Andrei Alexejewitsch Soldatow

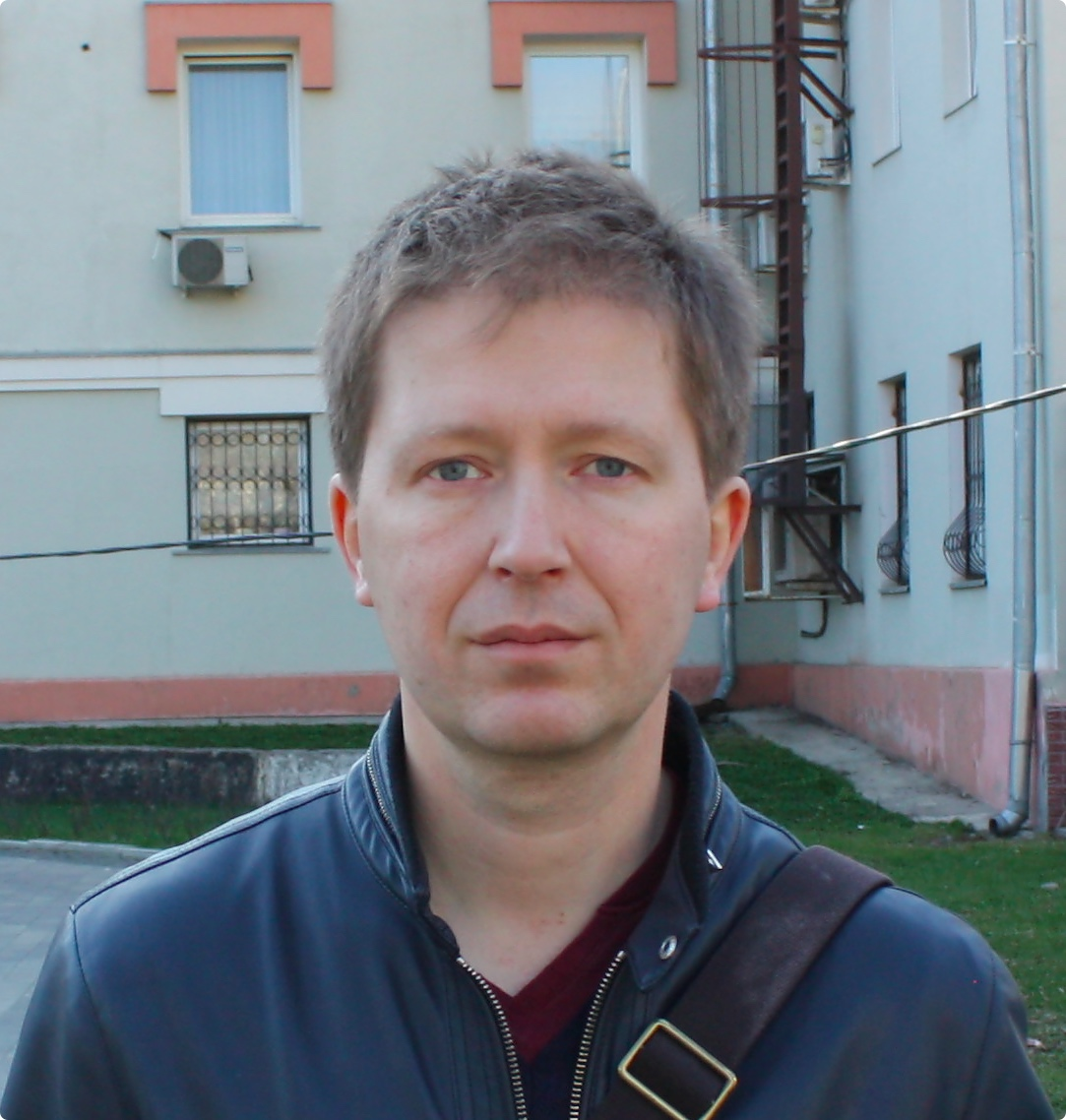
Andrei Soldatow, 2019

Andrei Alexejewitsch Soldatow (russisch Андрей Алексеевич Солдатов; * 4. Oktober 1975 in Moskau) ist ein russischer investigativer Journalist und Geheimdienstexperte. Er ist zusammen mit Irina Borogan Mitgründer und Herausgeber der Website Agentura.ru.

## Karriere als Journalist
Andrei Soldatow studierte Journalismus an der Moskauer Staatlichen Sozialuniversität, der heutigen Russischen Staatlichen Sozialuniversität.
1996 begann er seine journalistische Tätigkeit als Korrespondent der Zeitung Sewodnja. Von 1998 bis 1999 war er Redakteur der Zeitschrift „Kompania“, 2000 schrieb er für die Zeitung Iswestija.
Von 2002 bis 2004 war er Sektionsleiter bei der Wochenzeitung „Versiya“, die über die Geiselnahme im Moskauer Dubrowka-Theater am 23. Oktober 2002 berichtete.
Im April 2004 begann Soldatow bei Radio Echo Moskwy eine Tätigkeit als Kommentator und Sicherheitsexperte. Im Juli 2004 wurde er noch für die Wochenzeitung Moscow News als Experte für Sicherheitsdienste tätig. Für Echo Moskvy und Moscow News berichtete er über die Geiselnahme von Beslan im September 2004.
Ab Januar 2006 war er für die Nowaja gaseta tätig, für die er über den Krieg im Libanon und die Spannungen in Palästina (Westbank und Gazastreifen) berichtete. Die Zeitung entzog ihm im November 2008 abrupt die Akkreditierung und entließ ihn sowie seine Kollegin Irina Borogan, vermutlich aus Zensurgründen sowie wegen ihrer Recherchen zum Mord an der Journalistin Anna Politkowskaja.
Soldatow verfasst regelmäßig Kommentare zu Fragen des Terrorismus und der Nachrichtendienste für Wedomosti, Radio Free Europe und die BBC. Seit Juli 2008 ist er Kolumnist der Moscow Times. Seit 2010 schreibt Soldatow auch für die internationalen Zeitschriften Foreign Policy und Foreign Affairs.
In aktuellen Beiträgen sowie auf Seminaren befasst er sich mit der Verschärfung der Internetzensur in Russland, mit neuen Schikanen der Regierung gegen die Opposition nach der Demonstrationswelle von 2011/2012 und mit neuen Erscheinungen des Terrorismus. Der Anschlag auf den Boston-Marathon gab ihm Anlass zu Spekulationen über Terrornetzwerke, die Russland und die USA miteinander verbinden.

## Projekt Agentura.ru
Im September 2000 gründete er mit seiner Frau Irina Borogan und mehreren Kollegen das Projekt Agentura.ru. Er ist Herausgeber, Irina Borogan seine Stellvertreterin. Die beiden Journalisten erläuterten in einem Artikel in der Journalismus-Zeitschrift „Message“ zur Mission ihres Projekts:

„Unsere Website bauten wir nach dem Vorbild von Steven Aftergoods Projekt über Regierungsgeheimnisse bei der Vereinigung amerikanischer Forscher (Federation of American Scientists, www.fas.org). Einerseits wollten wir zuvor verschlossene Regierungsdokumente von öffentlichem Interesse publizieren, andererseits Informationsquellen über Geheimdienstmethoden. Zudem wollten wir – als Journalisten, weniger als Forscher – ein Werkzeug schaffen, um für fortlaufende Recherchen Informationen zu gewinnen.“

Agentura.ru bietet täglich Informationen und Analysen über die Nachrichtendienste in Russland und in fast allen Ländern der Welt. Die Seite berichtet über die Entwicklungen im Sicherheitswesen, Terrorismus und die Praktiken der Geheimdienste. Soldatow selbst wurde zu einem Sicherheitsexperten, dessen Analysen und Bewertungen zu den aktuellen Entwicklungen der Nachrichten- und Sicherheitsdienste in westlichen Medien und Think tanks gefragt sind. Soldatow warnte in seinen Berichten vor dem wachsenden Einfluss der Geheimdienste im russischen Staat, der Politik und Wirtschaft, berichtete über die Bemühungen der Sicherheitsdienste, die journalistische Freiheit insbesondere bei der Berichterstattung über derart sensible Themen einzuschränken, er berichtete über aktuelle Spionagefälle, interviewte Überläufer und registrierte personelle Veränderungen und Umstrukturierungen der Geheim- und Sicherheitsdienste in den einzelnen Ländern.
In einer Periode der Beschränkungen der Pressefreiheit und der Pressionen gegen Andersdenkende zeigt Soldatow erstaunlichen Mut. Seine Enthüllungen über die Rolle des KGB in den Regierungsinstitutionen, über Korruption und Operationen der Geheim- und Sicherheitsdienste hatten für ihn persönlich – abgesehen von gelegentlichen Befragungen durch den FSB – bislang relativ wenig Konsequenzen.
Eine mögliche Erklärung dafür ist Protektion durch seinen Vater Alexei Soldatow, ein Pionier des Internets und der Telekommunikation. Seit 1991 leitete er die Telekommunikationsfirma „Relkom“, die der Seite seines Sohnes „Agentura.ru“ das Hosting bot, und beriet die Regierung und die Sicherheitsdienste in Technologie- und Sicherheitsfragen. Im Juni 2008 hatte ihn der damalige Ministerpräsident Wladimir Putin zum Stellvertretenden Kommunikationsminister ernannt. Im November 2010 wurde er Prorektor der staatlichen Lomonossow-Universität in Moskau (MGU), 2012 Berater des Rektors der MGU.

## The New Nobility
In ihrem im September 2010 in New York veröffentlichten Buch The New Nobility fassen Andrei Soldatow und seine Frau ihre jahrelangen Recherchen über den KGB-Nachfolger FSB zusammen. Sie beschreiben darin das Jahrzehnt des Wiederaufstiegs der Geheimdienste und ihre Penetration der Gesellschaft seit Putins Amtsantritt als Präsident im Jahre 2000. Unter Putin gewann ein „neuer Adel“ (the new nobility) aus Geheimdienstkreisen, Petersburgern und Freunden die Oberhoheit in der russischen Politik, Wirtschaft und Gesellschaft. Während in der Sowjetära, so Steven Aftergood in seiner Buchbesprechung, der KGB alle Bürger zu kontrollieren versuchte, gehen die neuen russischen Sicherheitsorgane dagegen selektiv vor und richten sich vor allem gegen politisch ambitionierte, der Regierung unbequeme Personen und Gruppierungen. Der russische Sicherheitsdienst errang in dem dargestellten Jahrzehnt immer mehr Befugnisse im Namen des Kampfes gegen den Terrorismus und zur Wahrung des gegenwärtigen politischen Systems, die russischen Extremismus-Gesetze lassen viel Interpretationsspielraum, und so könne alles, was irgendwie das politische Regime in Frage stellt, als Extremismus bezeichnet werden.
Im März 2023 war er an der Publikation der Vulkan Files beteiligt, schrieb darüber im Guardian und wurde vom ZDF interviewt.

## Publikationen
- (mit Irina Borogan): New Patriot Games: How Secret Services Have Been Changing Their Skin 1991–2004, December 2005.
- PSI Handbook of Global Security and Intelligence: National Approaches: Volume 1 – The Americas and Asia; Volume 2 – Europe and the Middle East, Praeger, April 2008. ISBN 978-0-275-99208-8.
- (mit Irina Borogan): The New Nobility: The Restoration of Russia's Security State and the Enduring Legacy of the KGB, Public Affairs, New York, 2010, ISBN 978-1-58648-802-4.
- (mit Irina Borogan): The Red Web: The Struggle Between Russia’s Digital Dictators and the New Online Revolutionaries. Public Affairs, New York 2015, ISBN 978-1-61039-573-1.

## Artikel (Auswahl)
- Russia’s Digital Underground. How the Kremlin is waging war on information freedom, Andrei Soldatov (with Irina Borogan), Foreign Policy, 5. April 2013.
- Vladimir Putin's Cyber Warriors, The Kremlin's Ham-handed Effort to Squelch Online Dissent, Foreign Affairs, December 9, 2011.
- Russian spies 'at Cold War level'. BBC News, 15. März 2007.
- In Russia, A Secretive Force Widens The Washington Post, by Peter Finn, December 12, 2006.
- Hacks und Propaganda. „Im Kreml glaubt man an Verschwörungen.“ SPIEGEL Online, 8. März 2017.